# Charles Lindsay (artiste)
Pour les articles homonymes, voir Charles Lindsay et Lindsay.
Charles Lindsay (né à San Francisco en Californie en 1961) est un artiste plasticien multidisciplinaire américain dont les travaux portent sur la technologie, le biomimétisme, la sémiotique et la possibilité de nouvelles Ontologies.
Il crée des environnements immersifs, des installations sonores, des sculptures construites à partir d'équipements scientifiques récupérés, des vidéos et des photographies.

## Éléments de biographie
Charles Lindsay a été le premier artiste en résidence au SETI (Search for Extra-Terrestrial Intelligence) et il y est maintenant directeur du programme. 
Lindsay équilibre son temps de travail entre le studio et de longues périodes passées à explorer des environnements naturels éloignés. 
Lors de sa carrière, il est ainsi passé de la géologie à l'exploration de l'arctique avec un crochet par le photojournalisme dans les jungles d'Asie du sud-est - où il a vécu pendant des années avec une tribu d'âge de la pierre. 
Il est directeur de OSA EARS - un projet conçu pour diffuser du son en temps réel à partir de l'un des écosystèmes les plus bio-diversifiés du monde, la péninsule d'Osa (au Costa Rica).
Lindsay a également inventé un processus d'imagerie basé sur le carbone pour lequel il a reçu un Guggenheim Fellowship 2010. « CARBON » s'est depuis transformé en une série d'installations immersives.

## Publications, performances, conférences
Les photographies de Lindsay sont apparues dans de nombreuses publications internationales dont Wired, The New York Times Magazine, Motherboard, Blind Spot, Aperture, Natural History, Gastronomica, Audubon, Parabola, Orion, Big Sky Journal, Men's Journal, Golf, Sports Illustrated, and GEO. He has been profiled on National Public Radio, CNN International et NHK Japon lui a consacré un documentaire de télévision d'une heure.
Lindsay a été présentateur et performeur à Ear to the Earth, la Biennale Zero1 à San Francisco, au Laboratoire LED lab, au Musée Bolinas et à l'ISEA au Nouveau-Mexique. 
Il a donné des conférences au Moogfest 2014, à l'Académie des sciences de Californie, au Département d'Art et d'Histoire de l'Art de Stanford, au 100 Year Starship Symposium (DARPA), à la série de spectacles Visions + Voix de l'USC (« Visions + Voices »), à SwissNex, au Musée américain d'histoire naturelle, au Mountain Film in Telluride, dans des Écoles des arts visuels (dont la Pratt School of Art and Design, à l'Open Center de New York, à l'IDEA CITY de Toronto et au « Hat Creek Observatory » pour le SETI.
Il est membre de l'Electronic Music Foundation, et utilise de plus en plus d'enregistrements audio qu'il fait dans la nature pour ensuite créer des sons pour ses installations, ses vidéos et ses performances audiovisuelles en direct.

## Prix, récompenses
- 2010 Guggenheim Fellowship[8]
- Robert Rauschenberg Residency 2015
- Imagine Science Films Residency 2014-2015